# Alexis Corbière
Alexis Corbière (Béziers, 17 agosto 1968) è un politico francese, eletto deputato della Repubblica francese il 18 giugno 2017 per il movimento La France Insoumise.

## Biografia
Membro della Lega Comunista Rivoluzionaria dal 1993 al 1997, di cui fa parte del comitato centrale. 
Nel 1998 aderisce al Partito Socialista, nella corrente di sinistra Nuovo Mondo (Nouveau Monde) con Jean-Luc Mélenchon, rimanendovi fino al congresso di Reims del 2008. In seguito danno vita insieme alla scissione che porta alla nascita del Parti de gauche.
Eletto al 12º municipio di Parigi dal 2001 al 2014, ricopre anche la carica di consigliere municipale della città dal 2008 al 2014.
Nel 2017 ricopre la carica di portavoce di Jean-Luc Mélenchon e di France Insoumise durante la campagna elettorale.
Viene eletto deputato alle elezioni legislative del 2017, confermando il proprio seggio anche a quelle del 2022.

## Pubblicazioni
- Alexis Corbière e François Delapierre, Un apartheid à la française: 10 réponses à la préférence nationale, Bérénice, 1998 ISBN 978-2-84384-082-1
- Alexis Corbière (postf. Henri Peña-Ruiz), Le Parti de l’étrangère: Marine Le Pen contre l’histoire républicaine de la France, 2012 ISBN 978-2-930390-33-8
- Alexis Corbière e Laurent Maffeis, Robespierre, reviens!, Paris, éd. Bruno Leprince, coll. «Politique à gauche», 2012 ISBN 978-2-36488-037-5
- Catherine Bernié-Boissard, Élian Cellier, Alexis Corbière, Danielle Floutier et Raymond Huard, Vote FN, pourquoi?, 2013 ISBN 978-2-84626-466-2.
- Alexis Corbière, Lire Jaurès: 14 articles et discours sur la classe ouvrière, Paris, éd. Bruno Leprince, coll. «Café république», 2014 ISBN 978-2-36488-068-9
- Pierre Laurent, Alexis Corbière, Matthias Tavel, Christian Picquet, Roger Martelli et al., Pour le peuple, contre le Front national, Parigi, 2015 ISBN 978-2370710574
- Alexis Corbière, Le piège des primaires, Cerf, 2016 ISBN 9782204115889